# 大村麻梨子
大村 麻梨子（おおむら まりこ、1929年 - 2023年）は、日本のラジオパーソナリティ、小説家、音楽コーディネーター。

## 来歴
東京都出身。日本ではラジオパーソナリティとして活動後、アメリカのロサンゼルスに移住。1996年には文學界新人賞を受賞。

## 出演番組
- テレビ
  - ネコジャラ市の11人（NHK総合テレビジョン、ナレーちゃんの声）
- ラジオ
  - ララバイ・オブ・トウキョウ（TBSラジオ）
  - ララバイ・オブ・ミッドナイト（TBSラジオ）
  - コンパ・デート・スポット（TBSラジオ）
  - 魅惑のリズム（TBSラジオ）
  - マリコ・ア・ラ・カルト（TBSラジオ）
  - パックインミュージック（TBSラジオ、1969年10月 - 1970年9月。金曜1部、通称「マリコ パック」）
  - 麻梨子産業株式会社（TBSラジオ、1971年4月12日 - 1972年10月6日）[2]

## 小説
- 『母への尋問 昭和二十年、夏』広済堂出版、1995年7月。
- 『ギルド』